# Rivière Penin
Pour les articles homonymes, voir Penin.
La rivière Penin est un affluent de la rive sud-ouest de la rivière Etchemin laquelle coule vers le nord pour se déverser sur la rive sud du fleuve Saint-Laurent. La rivière Penin coule vers le nord-ouest en traversant la ville de Lévis, dans la région administrative de Chaudière-Appalaches, au Québec, au Canada.

## Géographie
Les principaux bassins versants voisins de la rivière Penin sont :
- côté nord : fleuve Saint-Laurent, rivière Etchemin ;
- côté est : ruisseau Buteau, ruisseau Bélair Nord, rivière Etchemin ;
- côté sud : rivière Chaudière, ruisseau Saint-Louis ;
- côté ouest : rivière Chaudière.

La rivière Penin prend sa source d'un ensemble de ruisseaux drainant les zones agricoles à l'ouest de la rivière Etchemin. Cette source est située à l'est du village de Breakeyville.
À partir de sa source, la rivière Penin coule sur 13,7 km, répartis selon les segments suivants :
- 4,0 km vers le nord-est, en contournant par le sud une zone de marais, jusqu'à la route ;
- 2,1 km vers le nord-est, en contournant par le nord l'ancien terrain d'aviation de Saint-Jean-Chrysostome ;
- 3,7 km vers le nord-ouest, traversant une zone agricole, jusqu'au chemin Pénin ;
- 1,6 km vers le nord-ouest, jusqu'à la route de la rivière Etchemin ;
- 2,3 km vers le nord-ouest, délimitant plus ou moins des zones résidentielles de Lévis, situées sur la rive ouest, jusqu'à sa confluence.

La rivière Penin se jette sur la rive sud-ouest de la rivière Etchemin. Cette confluence est située à 0,7 km en amont du pont de l'autoroute 20 et en aval de l'île Cadoret.

## Toponymie
Le toponyme "rivière Penin" évoque l'œuvre de vie de Louis Penin dont le nom a été attribué en 1745 à la concession et au ruisseau.
Le toponyme rivière Penin a été officialisé le 5 décembre 1968 à la Commission de toponymie du Québec.